# Liu (Insel)
Liu ist eine kleine indonesische Insel im Timorarchipel (Kleine Sundainseln). Sie gehört zum Kabupaten (Regierungsbezirk) Rote Ndao in der Provinz Ost-Nusa Tenggara.
Liu liegt vor der Südküste der Insel Landu und ist unbewohnt.